# NGC 24
NGC 24 (również PGC 701 lub UGCA 2) – galaktyka spiralna (Sc), znajdująca się w gwiazdozbiorze Rzeźbiarza. Odkrył ją William Herschel 27 października 1785 roku.

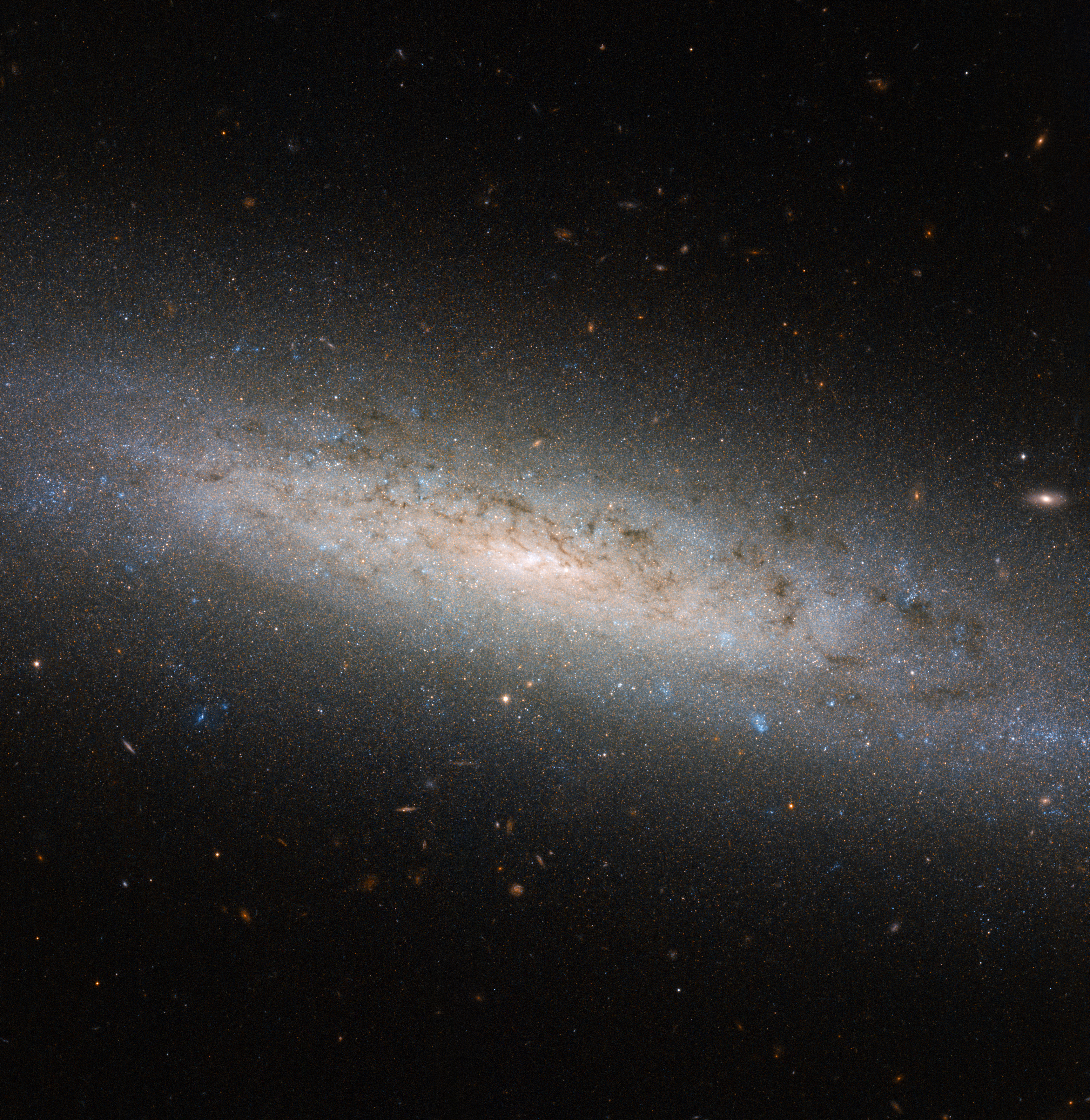
Centralna część galaktyki NGC 24 (HST)

Galaktyka ta znajduje się w odległości około 25 milionów lat świetlnych od Ziemi, a jej średnica to około 40 tysięcy lat świetlnych. Szacuje się, że około 80% jej masy stanowi ciemna materia. 